# باشگاه ورزشی میربالیه
باشگاه ورزشی میربالیه یک باشگاه فوتبال حرفه‌ای مستقر در میربالیه، هائیتی است.